# 白樟目
白樟目（Canellales）又名白桂皮目，是2003年根据APG II 分类法新分出的一个目，只包括两个科：
- 白樟科 Canellaceae
- 林仙科 Winteraceae

以前的分类法，包括APG 分类法都将这两个科和其他的科一起分到木兰目中。这两个科的植物属于最低级的木兰类植物。在這個新的分類法裡，與白樟目最接近的，是胡椒目